# Víctor Mosquera Chaux
Víctor Manuel Mosquera Chaux (Popayán, 1° de octubre de 1919-Bogotá, 10 de noviembre de 1997) fue un político, periodista y abogado colombiano de ascendencia francesa, militante del Partido Liberal Colombiano.
Fue uno de los cofundadores del diario El Liberal de Popayán. En este medio se destacó en calidad de director y como escritor crítico y serio. Por su labor recibió la tarjeta de periodista. Fue también ministro de justicia en el gobierno Lleras, y gobierno en la presidencia de Pastrana, así como Gobernador del Cauca entre 1959 y 1960.
Ocupó la presidencia de Colombia en calidad de designado en dos ocasiones durante los años 80. Es descendiente del General patriota y cuatro veces Presidente de Colombia Tomás Cipriano de Mosquera.

## Biografía
Víctor Manuel Mosquera Chaux nació en Popayán, el 1 de octubre de 1919, en el seno de una familia tradicional caucana.
Fue educado en el colegio de las hermanos maristas en su natal Popayán, y realizó sus estudios secundarios en el Seminario Conciliar de su ciudad. Obtuvo el título de abogado en la Universidad del Cauca donde se graduó en 1940.
Inició su carrera política, al interior del Partido Liberal Colombiano como miembro del directoria departamental del Liberalismo en Cauca en 1936, cuando tenía 17 años. Luego fue elegido concejal de Popayán en 1941 y diputado departamental.
En 1947 fue elegido como Representante a la Cámara por el Cauca; estuvo presente en la sesión del 8 de septiembre de 1949, durante la que fue herido con arma de fuego el representante a la cámara Gustavo Jiménez, tras un altercado verbal con el congresista conservador Carlos del Castillo, quien le disparó primero. Chaux trató de auxiliarlo pero Jiménez falleció.
Ese incidente y otros hechos delicados de violencia llevaron a que el presidente Mariano Ospina Pérez ordenara el cierre del Congreso en noviembre de 1949.

### Frente Nacional
En 1958 fue elegido Senador de la República por el liberalismo, y tras ser reelegido en 1962,  asumió como presidente del Congreso, siendo el encargado de posesionar al electo presidente conservador Guillermo León Valencia, para el segundo período del Frente Nacional.
Mosquera se convirtió en fiel seguidor del líder liberal Alberto Lleras Camargo y durante el segundo gobierno de éste ejerció como Gobernador del Cauca, de 1959 a 1960, y como Ministro de Justicia durante 1960. Desde 1961 fue elegido en varias ocasiones como miembro de la Dirección Nacional Liberal, convirtiéndose en garante de objetividad y ecuanimidad entre las diferentes facciones del Partido.
En 1967 el presidente liberal Carlos Lleras Restrepo nombró a Mosquera como embajador de Colombia ante las Naciones Unidas, y luego ante el Reino Unido en 1970. 
El 16 de octubre de 1972 fue llamado por el presidente conservador Misael Pastrana para ocupar la cartera de Gobierno, el segundo cargo más importante del gobierno nacional después de la presidencia (sin contar la alcaldía de Bogotá). Chaux sin embargo rechazó el nombramiento y renunció el 19 de octubre, dos días después.
En 1978, estando en el Congreso, Mosquera intentó sin éxito la presidencia de la corporación, siendo vencido por el congresista liberal Guillermo Plazas Alcid. También optó por la designación presidencial, cargo con el cual Mosquera podría acceder a la presidencia de Colombia en ausencia del titular, pero de nuevo fue derrotado por el favoritismo que el presidente Julio César Turbay mostró sobre el liberal Gustavo Balcázar Monzón.

### Primera designatura (1980-1982)
El 27 de agosto de 1980 el Senado de Colombia eligió a Mosquera como Designado Presidencial para el período 1980-1982, derrotando a Jorge Mario Eastman por 5 votos.

#### Presidencia (1981)
Llegó a ocupar brevemente la presidencia entre el 3 y el 11 de febrero de 1981, en reemplazo de Turbay, quien solicitó una licencia al Congreso para viajar a Estados Unidos con el fin de someterse a una intervención quirúrgica en Nueva York.

### Precandidatura presidencial
Para las elecciones de 1982, Mosquera se postuló para la designación del candidato liberal para lograr la presidencia, pero retiró su postulación para adherirse a la campaña del expresidente Alfonso López Michelsen. De haber logrado la candidatura, Mosquera se hubiese enfrentado con el disidente liberal Luis Carlos Galán, y contra el conservador Belisario Betancur, quien fue elegido presidente.
Pese a su derrota, Mosquera continuó su labor como congresista, cargo desde el cual atacó ferozmente la política de paz que el gobierno Betancur estaba llevando a cabo con las FARC y el M-19.

### Segunda designatura (1986)
El 20 de julio de 1986 Mosquera decidió por iniciativa propia dejar el Congreso, donde había permanecido por cerca de 30 años, siendo condecorado por los parlamentarios por su trayectoria. En octubre de 1986, el presidente liberal Virgilio Barco postuló a Mosquera como candidato a la designatura presidencial, siendo apoyada su postulación en el Congreso colombiano. Mosquera recibió un importante respaldo político, y fue elegido para el cargo hasta el 7 de agosto de 1988.
En su calidad de designado, a Mosquera se le ofreció en varias oportunidades tomar la presidencia, por los continuos problemas de salud de Barco, a quien se le diagnosticó Alzheimer en 1988, tras un percance que sufrió en Estados Unidos pero Mosquera se negó, arguyendo que no era ético ni justo aceptar la proposición. Al final Barco terminó su gobierno estando enfermo de Alzheimer y cáncer.

### Últimos años

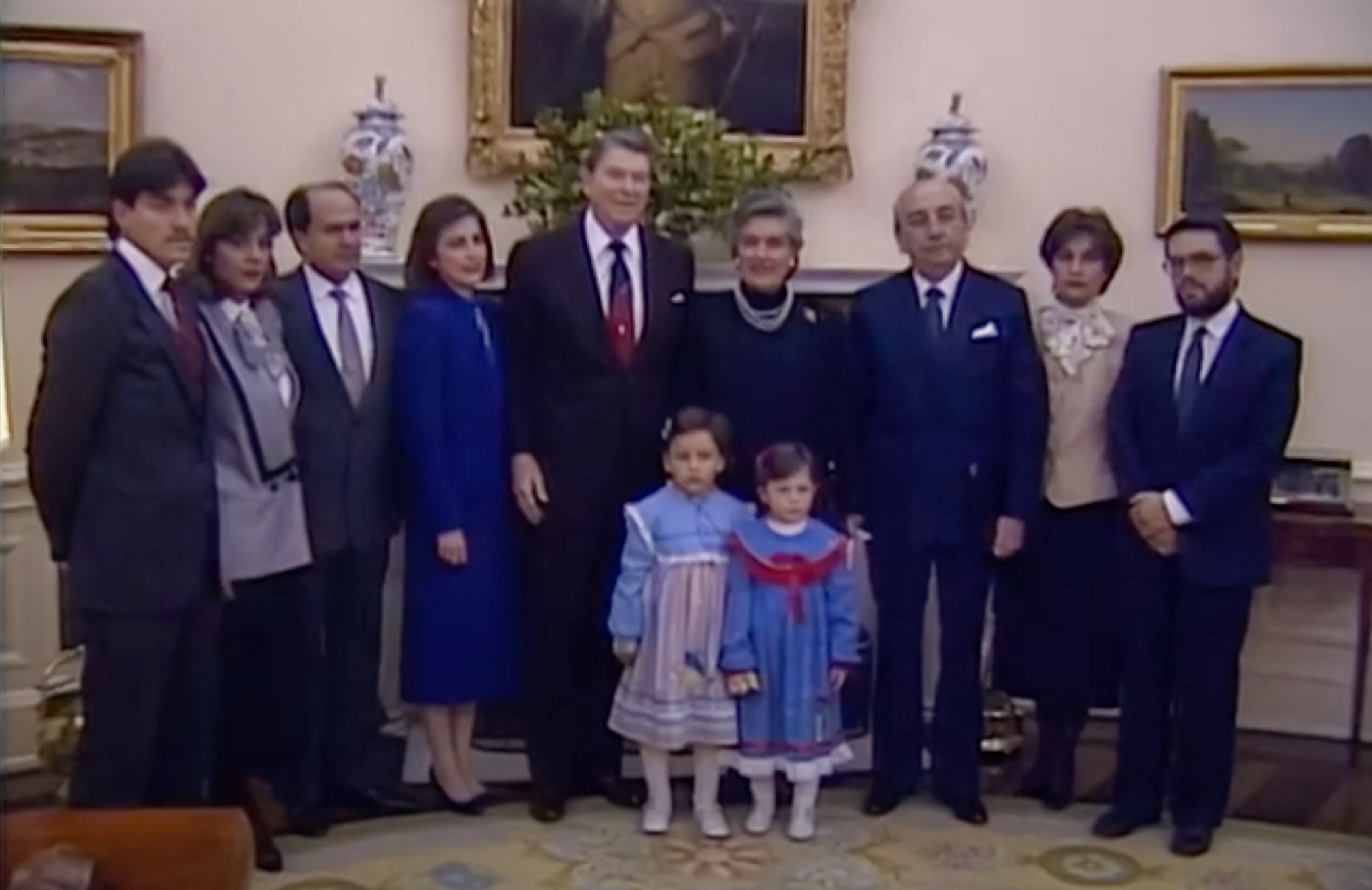
Mosquera Chaux y su familia presentando credenciales ante el presidente Ronald Reagan en Washington D. C. en 1987.

En 1987, siendo aún designado presidencial, el presidente Barco lo nombró como embajador de Colombia ante los Estados Unidos. En su cargo de designado fue reemplazado por el liberal Germán Montoya, al que muchas personas consideraban el verdadero presidente de Colombia, por el agravamiento de los problemas de salud de Barco.
Durante las accidentadas elecciones presidenciales de ése año, el liberalismo vislumbró una postulación de Mosquera para ser candidato a la presidencia, pero el asesinato de Galán en 1989 y el ascenso de César Gaviria como su sucesor dejaron sin fuerza la candidatura de Mosquera y el partido se volcó en apoyo de Gaviria que ganó las elecciones. 
Gaviria confirmó a Mosquera al frente de la embajada en 1990, estando en el cargo hasta 1991, siendo reemplazado por el conservador Álvaro Gómez Hurtado, y se retiró definitivamente de la política. 
Víctor Mosquera Chaux falleció en Bogotá, el 10 de noviembre de 1997 a los 78 años.

## Familia
Víctor Mosquera Chaux era miembro de la prestigiosa familia colombiana de los Mosqueraː era hijo de Manuel José Mosquera Vidal y Rosa Elvira Chaux Navas.  
Su padre era descendiente de Aníbal Mosquera Arboleda, uno de los hijos del general Tomás Cipriano de Mosquera, con su segunda esposa, María Benevunta Arboleda y Arroyo.  Mosquera a su vez era hermano de Joaquín Mosquera (presidente de Colombia en 1830), y de los gemelos Manuel María (educador) y Manuel José Mosquera Arboleda (obispo de la Iglesia Católica colombiana). 
Los Mosquera y Arboleda estaban emparentados con la familia Arboleda, a la que pertenecieron también el prócer de la Independencia Antonio Arboleda y Arrachea, y sus sobrinos Julio y Sergio Arboleda, y Cecilia Arboleda, esposa de Jorge Holguín. Jorge y su hermano Carlos fueron presidentes de Colombia y eran sobrinos del también expresidente Manuel María Mallarino.
Su madre era tía del militar Gerardo Ayerbe Chaux.

### Matrimonio
Víctor contrajo matrimonio con Cecilia Paz Salazar, con quien tuvo a sus hijos Víctor Andrés, Manuel Santiago, Clara Cecilia, Alina María y Olga Lucía Mosquera Paz. El matrimonio tuvo 5 hijos: Víctor Andrés, Manuel Santiago, Clara Cecilia, Alina María y Olga Lucía Mosquera Paz.
Entre sus sobrinos, familiares y herederos políticos se encuentran los exgobernadores Guillermo González Mosquera, Juan José Chaux Mosquera (hijo de su hermana Stella Mosquera de Chaux) y el Constituyente Andino por la República de Colombia Alexander Ferms De Medellín.